# 含鄱口
29°32′47″N 115°58′52″E / 29.54639°N 115.98111°E

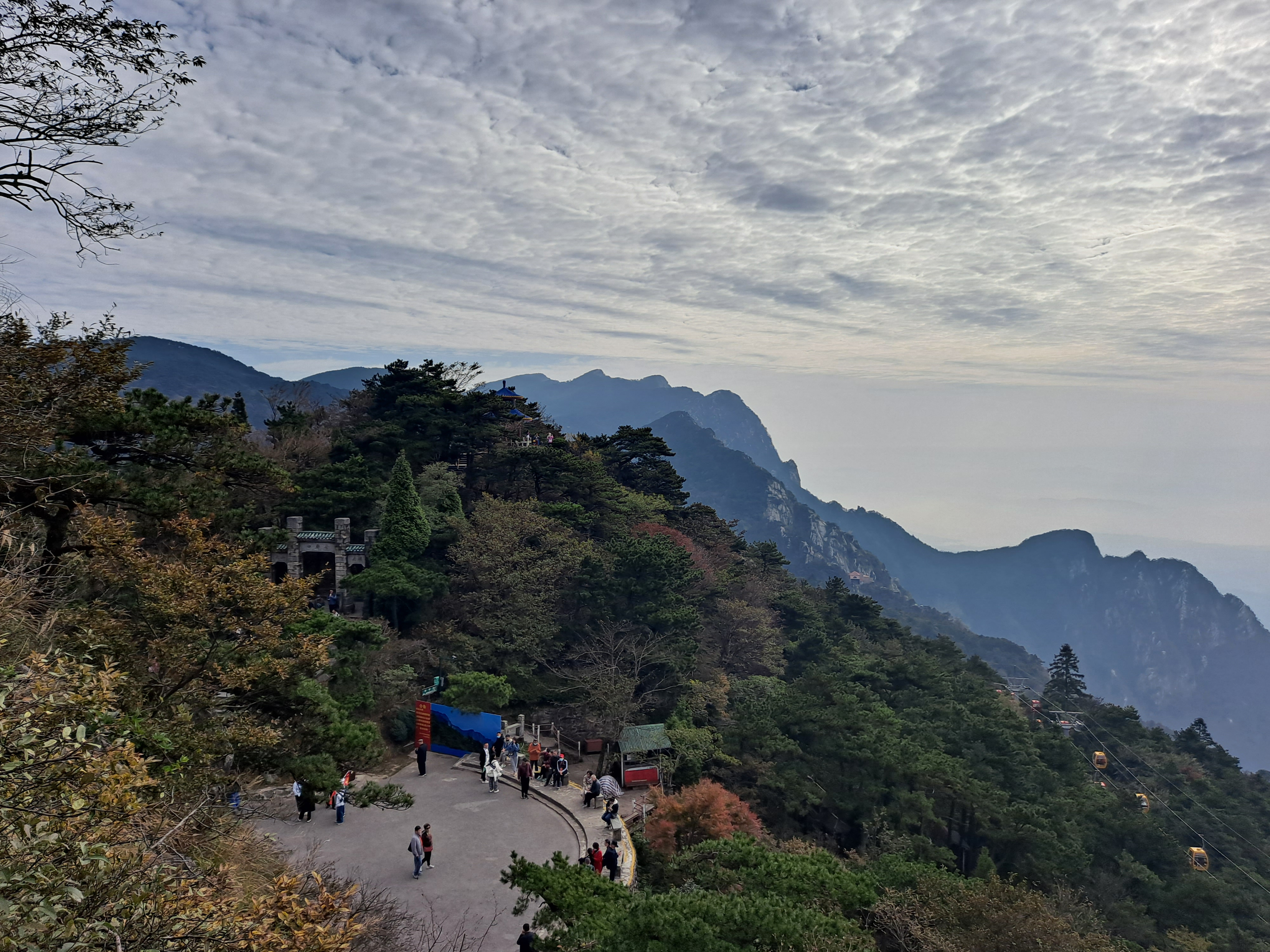
庐山含鄱口

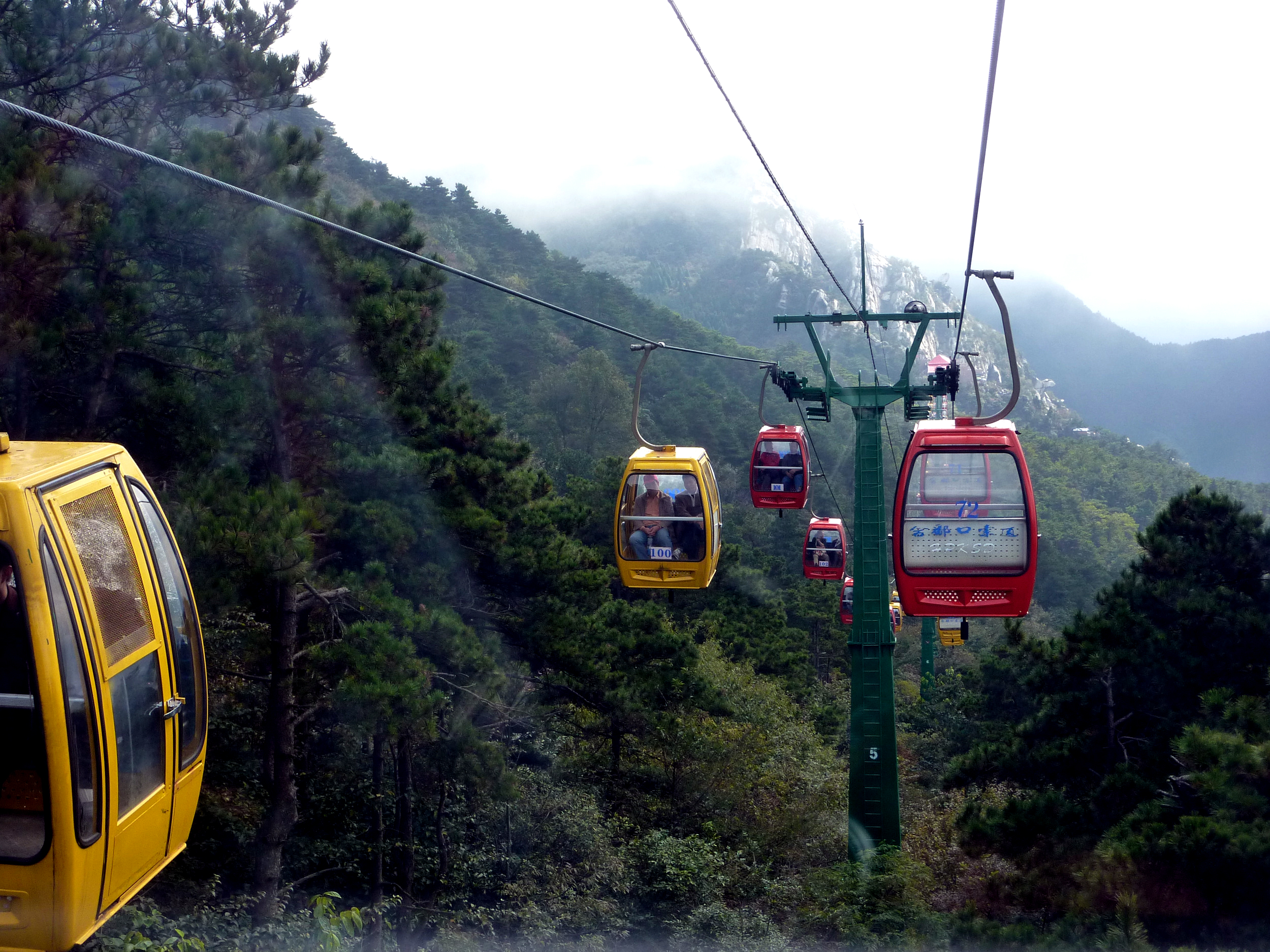
庐山含鄱口缆车

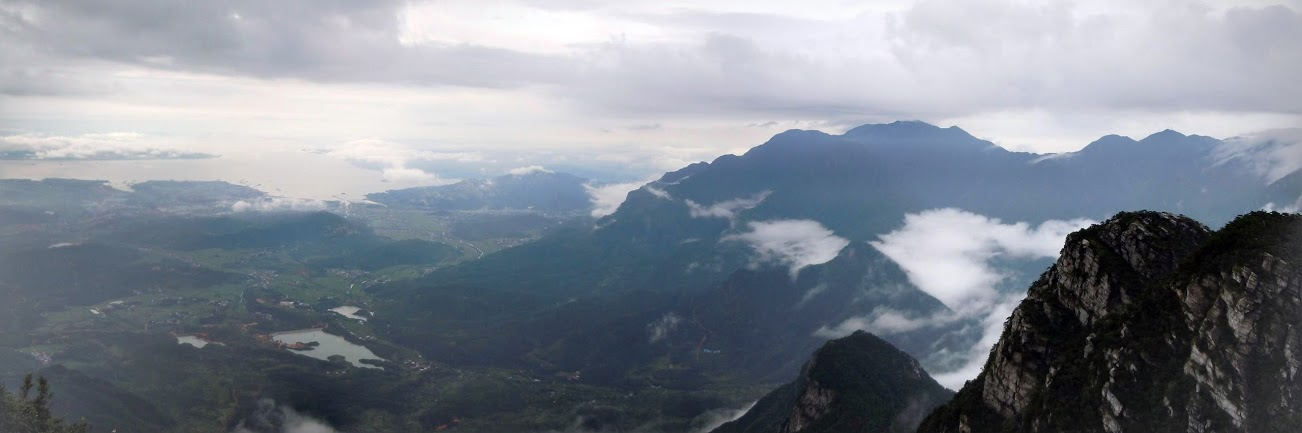
由含鄱口远眺鄱阳湖

含鄱口是位于中国江西庐山东南部含鄱岭的一个山口，海拔1286米。东为五老峰，西为太乙峰，北为大月山，东南部面向鄱阳湖，故而得名。
含鄱口与鄱阳湖之间无山峦阻隔，居高临下，视野开阔。黎明可观日出，月夜可观星子县之万家灯火。当春夏之季，鄱阳湖水汽丰沛，含鄱口常云雾弥漫，变幻莫测。故为庐山一大名胜。
含鄱口现有石牌坊为中华人民共和国成立后所新建，正中“含鄱口”及左右“湖光”、“山色”为邵式平题字。牌坊后有一圆亭，名含鄱亭，含鄱岭中部有望鄱亭，东头还有一座忘归亭。